# Anatoma umbilicata
Anatoma umbilicata là một loài ốc biển, là động vật thân mềm chân bụng sống ở biển thuộc họ Scissurellidae.